# لوكا دومبي
لوكا دومبي (بالمجرية: Dombi Luca)‏ مواليد 17 نوفمبر 1995 في المجر، هي لاعبة كرة يد مجرية تلعب كمحور. مثلت منتخب المجر لكرة اليد للسيدات.

## سجل المنافسة
شاركت في البطولات التالية:
- بطولة أوروبا لكرة اليد للسيدات 2016